# Hormiguero
Hormiguero è un sito archeologico maya, situato a circa 22 km a sud di Xpuhil, nello Stato messicano del Campeche.
La città raggiunse il massimo apogeo durante il Periodo Classico tardo (650–850 d.C.).

## Descrizione del sito
Solamente alcune delle 84 strutture finora scoperte sono state esplorate, tra queste:

### Struttura II
È edificio più esplorato del sito ed è costruito in stile Río Bec. Si tratta di una piattaforma rettangolare, con due svettanti false torri falsi ed una scalinata, dominato da un portale che rappresenta la bocca di un colossale mostro in stile Chenes portale. All'interno ci sono varie camere di grandi dimensioni.

### Struttura V
Nei pressi della Struttura II si trova il gruppo centrale, un complesso di templi di grandi dimensioni la maggior parte dei quali non è ancora stato scavato. 
Tra questi la struttura V è quella più impressionante. Si tratta di una imponente piramide, dominata da un ben conservato tempio in stile Chenes.